# بير كريك (مقاطعة سوك)
بير كريك، مقاطعة سوك (بالإنجليزية: Bear Creek, Sauk County, Wisconsin)‏ هي بلدة تقع بولاية ويسكونسن في الولايات المتحدة. تبلغ مساحتها 128.7 (كم²)، وترتفع عن سطح البحر 263 م، بلغ عدد سكانها 497 نسمة في عام 2000 حسب إحصاء مكتب تعداد الولايات المتحدة وتصل الكثافة السكانية فيها 3.9 نسمة/كم2.

## وصلات خارجية
- http://www.townofbearcreek.blogspot.com/
- The US50 - Cities and Towns in Wisconsin State
- Wisconsin Cities and Towns, Facts, Map, Flag, Colleges, Government, and More